# Calcicola
A Calcicola a Malpighiales rendjébe és a malpighicserjefélék (Malpighiaceae) családjába tartozó nemzetség.

## Rendszerezés
A nemzetségbe az alábbi 2 faj tartozik:
- Calcicola parvifolia (A.Juss.) W.R.Anderson & C.Davis
- Calcicola sericea (Nied.) W.R.Anderson & C.Davis